# Zisterzienserinnenabtei Bonnecombe
Die Zisterzienserinnenabtei Bonnecombe (nicht zu verwechseln mit Kloster Bonnecombe) war vom 12. Jahrhundert bis 1791 ein französisches Kloster der Zisterzienserinnen in Saint-Paul-d’Izeaux, Kanton Bièvre, ab 1667 in Beaurepaire, Département Isère, beide heute im Bistum Grenoble-Vienne.

## Geschichte
Die Abtei Bonnecombe (lateinisch: Bona Cumba „Gutes Tal“) war nach der Abtei Tart eines der ersten Nonnenklöster der Zisterzienser. Die Gründung erfolgte (unter der Jurisdiktion von Kloster Bonnevaux) in Saint-Paul-d'Izeaux, westlich Tullins. Das Kloster wurde 1667 nach Beaurepaire verlegt, wo bauliche Reste in das Rathaus inkorporiert sind. Als das Kloster Tamié 1133 die Initiative zur Gründung der Zisterzienserinnenabtei Le Betton ergriff, halfen Nonnen von Bonnecombe bei der Besiedelung.

## Oberinnen, Priorinnen und Äbtissinnen (soweit bekannt)
- Matelline de Châteauneuf (1294)
- Jeanne Garcin (1440)
- Aymarde de Corbel (1530)
- Jeanne de Feugières (1548 und 1551)
- Louise de Magdelegme (1568 und 1584)
- Hélène de Grôlée (Ende 16. Jahrhundert, Anfang 17. Jahrhundert)
- Françoise de Grôlée (1607)
- Hélène de Grôlée (1634 und 1646)
- Françoise de Grôlée de Montbreton
- Hélène de Grôlée de Montbreton (1656 und 1687)
- Marguerite-Séraphine de Musy (1690 und 1694)
- Madeleine de Buffevant (1701 und 1707)
- Marie-Anne de Clermont de Chaste de Gessans (1727 und 1732)
- Catherine de Clermont de Chaste de Gessans (1735–1772)
- Marguerite de Monteynard (1772)
- Antoinette-Catherine de Fay de Maubourg (1774–1791)